# John Kosh

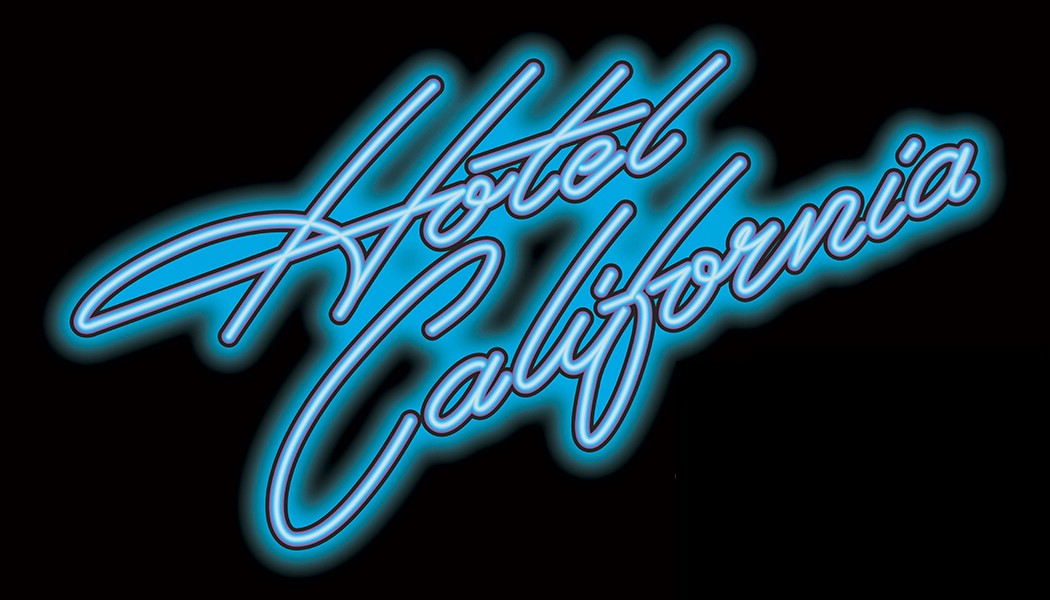
Hotel-California-Logo von John Kosh

John Kosh (* 1945 oder 1946 in London) ist ein britischer Grafikdesigner, Dokumentarfilmer und Regisseur. Er ist bekannt für die Gestaltung zahlreicher Albumcover aus den 1970er und 1980er Jahren und wurde dafür mit drei Grammy Awards ausgezeichnet. Er war als künstlerischer Leiter auch verantwortlich für die Beatles-Alben Abbey Road und Let it be und das Eagles-Album Hotel California.

## Leben und Werk

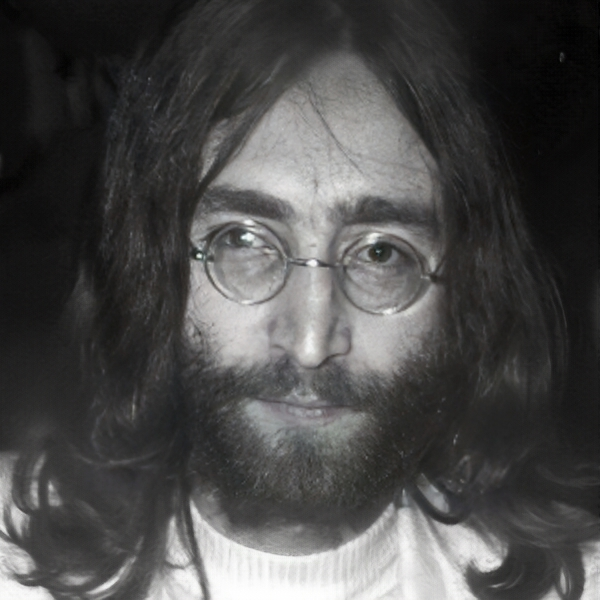
John Lennon 1969

Kosh arbeitete Mitte der 1960er Jahre freiberuflich als künstlerischer Leiter (Art Director) des Magazins Art and Artists. Daneben war er auch für das Royal Opera House tätig. 1968 lernte er John Lennon und Yoko Ono kennen, die auf seine Arbeit aufmerksam geworden waren und ihn daraufhin für ihre Musikprojekte engagierten. Noch im selben Jahr machte ihm Lennon das Angebot, für das von den Beatles gegründete Musiklabel Apple Records als kreativer Leiter (Creative Director) tätig zu werden. Kosh nahm das Angebot an und war für Design, Promotion und Werbung verantwortlich. Eines von Koshs ersten Albumprojekten für Apple Records war das Beatles-Album mit dem Arbeitstitel Get Back. Er spielte mit dem Gedanken, als Kontrast zum Weißen Album die Albumhülle schwarz zu gestalten.
Nachdem die Beatles die Arbeiten an Get back vorübergehend eingestellt hatten, widmeten sie sich im Frühjahr und Sommer 1969 einem neuen Albumprojekt, das später den Namen Abbey Road erhalten sollte. Erst im August erfuhr Kosh, dass er innerhalb von zwei Tagen die Gestaltung des Covers koordinieren und zum Abschluss bringen sollte. Zusammen mit dem Fotografen Iain MacMillan schuf er daraufhin mit den Beatles auf einem Zebrastreifen eines der bekanntesten Albumcover. Die einzige Retusche, die Kosh an dem Gruppenfoto vornahm, war eine stärkere Blautönung des Himmels mit Hilfe der Airbrushtechnik. Trotz kritischer Einwände von EMI, der Muttergesellschaft von Apple Records, verzichtete Kosh auf dem Cover auf die Nennung des Bandnamens und des Albumtitels, da er auf die Popularität der Gruppe vertraute. Für seine Arbeit erhielt er einen von Lennon und McCartney unterschriebenen Scheck über 300 £, was heute etwa 5.000 £ entspricht.

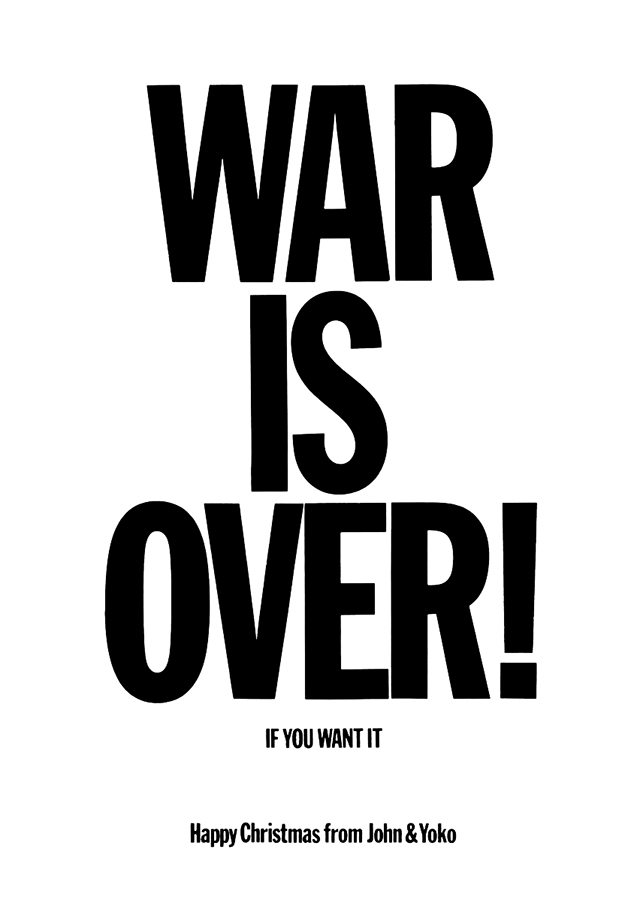
Schriftzug War Is Over! von 1969

Im Herbst 1969 gestaltete er das Cover des Lennon-Albums Live Peace in Toronto 1969 und koordinierte die Veröffentlichung des Rolling-Stones-Best-of-Albums Through the Past, Darkly (Big Hits Vol. 2). Anschließend beteiligte sich Kosh an der Entwicklung von Lennons und Onos politischer Kampagne War Is Over! If you want it. Der Slogan sollte ursprünglich auf Weihnachtskarten aufgedruckt werden, entfaltete dann aber eine weitreichende Wirkung als Ansteck-Button, Postkarte und Plakat. Der Schriftzug verzierte schließlich Werbetafeln an Gebäuden, Taxis und Booten. Das Manifest war so beliebt, dass es in verschiedene Sprachen übersetzt wurde.
Die Get-Back-Aufnahmen der Beatles wurden schließlich 1970 unter dem Albumtitel Let It Be veröffentlicht. Wieder war Kosh für die Konzeption der Albumhülle verantwortlich. Ein weiteres Projekt, an dem er als Art Director beteiligt war, umfasste die Veröffentlichung des Rolling-Stones-Live-Albums Get Yer Ya-Ya’s Out!. 1971 gestaltete Kosh für die Band The Who das Albumcover von Who’s Next. Auf dem futuristischen Cover sieht man die Bandmitglieder in einer Steinlandschaft, als ob sie gerade uriniert hätten. In der Mitte des Bildes befindet sich ein schräg nach hinten geneigter Betonpfeiler, auf dem entsprechende Spuren der Miktion erkennbar sind.
1973 verließ Kosh London und zog nach Los Angeles. In den nachfolgenden Jahren Zeit entwickelte er weitere Albumcover, darunter Atlantic Crossing von Rod Stewart und  A New World Record des Electric Light Orchestra, dessen Logo er ebenfalls entworfen hat. Kosh war zu dieser Zeit bekannt für seine Pop-Ups, in denen zweidimensionale Darstellungen eine dreidimensionale Wirkung entfalteten. Er gestaltete auch Alben für James Taylor, Marvin Gaye, Aerosmith und Tom Petty & the Heartbreakers.
Sein bedeutendstes Projekt wurde Hotel California von den Eagles mit dem teuersten Albumcover, das bis zu diesem Zeitpunkt jemals produziert worden war. Die Produktion war auch deshalb so aufwendig, weil keinerlei moderne Digitaltechniken zur Verfügung standen. Vielmehr mussten alle Arbeiten in analoger Form durchgeführt werden, darunter zahlreiche Fotografien, Farbstofftransfers und Airbrush-Schriftzüge. Die Fotografien des Beverly Hills Hotel am Sunset Boulevard fertigte David Alexander an. Don Henley von den Eagles und John Kosh waren die Entscheidungsträger für das endgültige Kunstwerk, das zu den Ikonen unter den Albumcovern gezählt wird. Auch diesmal hielt es Kosh nicht für notwendig, den Namen der Band auf das Cover zu setzen.

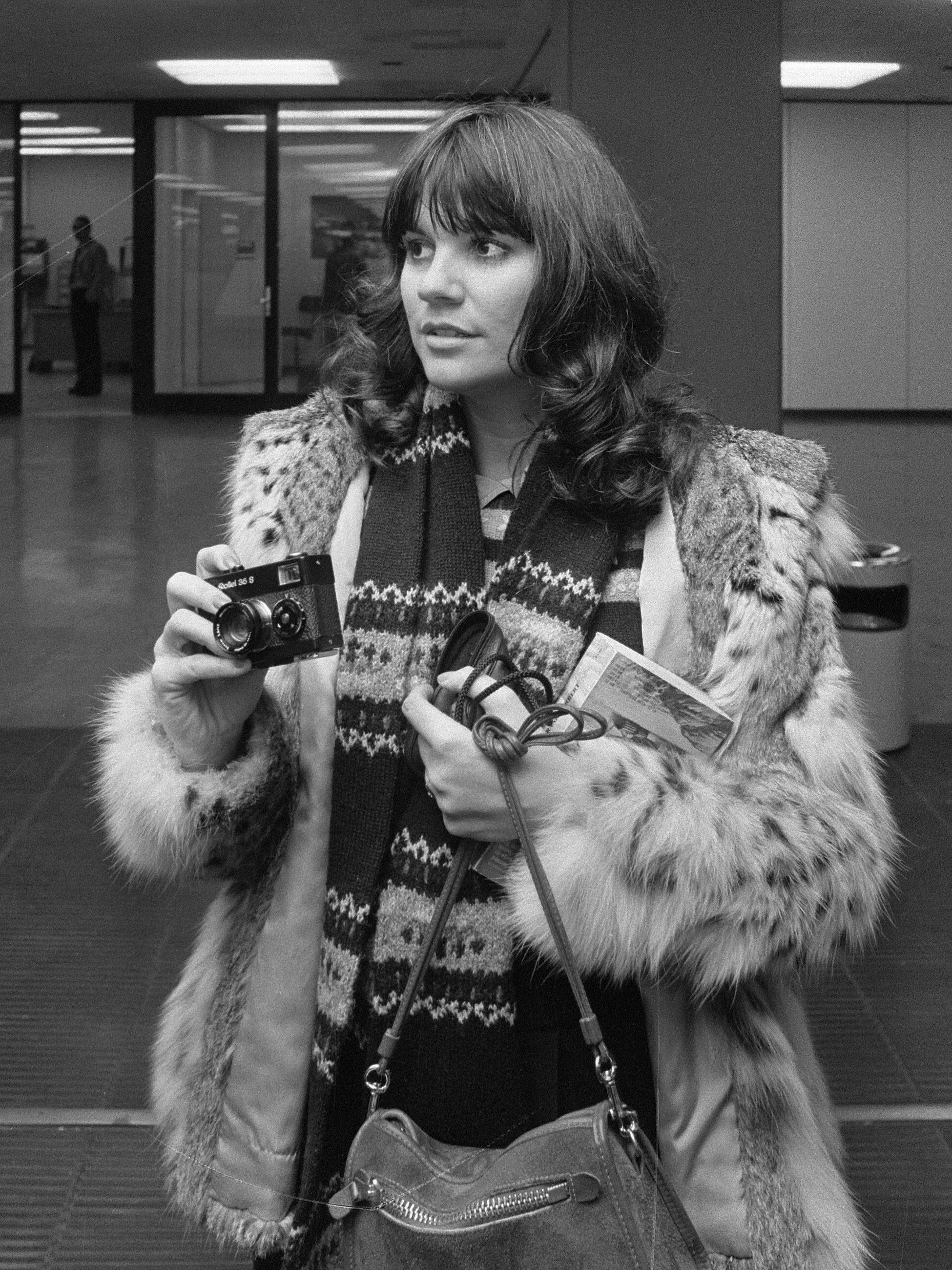
Linda Ronstadt 1976

In den späten 1970er und frühen 1980er Jahren arbeitete er u. a. als Art Director für Linda Ronstadt und wurde für die Gestaltung ihrer Musikalben dreimal mit einem Grammy ausgezeichnet. In den späten 1980er Jahren wurde er von den Traveling Wilburys, einer Supergroup mit George Harrison, Jeff Lynne, Roy Orbison, Tom Petty und Bob Dylan, engagiert und schuf ein symbiotisches Design zwischen Folk, Country und Rock.
1995 gründeten Kosh und die Schauspielerin Susan Shearer Ten Worlds Entertainment, eine Produktionsfirma für TV-Dokumentationssendungen. Die Firma arbeitete dabei für diverse TV-Sender, darunter Fox TV, CBS und TNT. 2005 führte Kosh Ten Worlds Entertainment in die Firma Ten Worlds Productions Inc. über. Unter diesem neuen Namen produzierte und leitete Kosh einen Pilotfilm für den History Channel über den Fall der Berliner Mauer. Dem Pilotfilm folgte eine 13-teilige Dokumentarserie. Themen dieser Dokumentarfilme waren Persönlichkeiten wie John Lennon, Fidel Castro, Josef Stalin und historische Ereignisse wie die Tet-Offensive und der Erste Weltkrieg. Kosh entwickelte mit seiner Produktionsfirma auch Zeichentrickserien.

## Auszeichnungen
Kosh wurde sechsmal für den Grammy nominiert  und konnte ihn dreimal gewinnen.
- Grammy Awards 1978 – John Kosh: Best Album Package 1977 für Simple Dreams von Linda Ronstadt
- Grammy Awards 1983 – John Kosh & Ron Larson: Best Album Package 1982 für Get Closer von Linda Ronstadt
- Grammy Awards 1986 – John Kosh & Ron Larson: Best Album Package 1985 für Lush Life von Linda Ronstadt

## Cover-Art (Auswahl)
- 1968: John Lennon & Yoko Ono: Unfinished Music No. 2: Life with the Lions
- 1969: John Lennon & Yoko Ono: Wedding Album
- 1969: The Beatles: Abbey Road
- 1969: Plastic Ono Band: Live Peace in Toronto 1969
- 1969: The Rolling Stones: Through the Past, Darkly (Big Hits Vol. 2)
- 1970: The Beatles: Hey Jude
- 1970: The Beatles: Let It Be
- 1970: Ringo Starr: Beaucoups of Blues
- 1970: The Rolling Stones: Get Yer Ya-Ya’s Out!
- 1972: McGuinness Flint: McGuinness Flint
- 1971: The Who: Who’s Next
- 1972: McGuinness Flint: Happy Birthday, Ruthy Baby
- 1972: Humble Pie: Smokin’
- 1972: Linda Lewis: Lark
- 1972: Phil Spector: A Christmas Gift for You
- 1972: Stone the Crows: Ontinuous Performance
- 1973: Donovan: Cosmic Wheels
- 1973: T. Rex: Tanx
- 1973: Donovan: Essence to Essence
- 1973: Humble Pie: Eat It
- 1974: Badfinger: Badfinger
- 1974: T. Rex: Zinc Alloy and the Hidden Riders of Tomorrow
- 1975: Linda Ronstadt: Prisoner in Disguise
- 1975: Rod Stewart: Atlantic Crossing
- 1975: T. Rex: Bolan’s Zip Gun
- 1976: Bad Company: Run with the Pack
- 1976: Eagles: Hotel California
- 1976: Electric Light Orchestra: A New World Record
- 1976: James Taylor: Greatest Hits
- 1976: Jon Lord: Sarabande
- 1976: Richard Pryor: Bicentennial Nigger
- 1976: Linda Ronstadt: Greatest Hits
- 1976: Linda Ronstadt: Hasten Down the Wind
- 1976: Ringo Starr: Ringo’s Rotogravure
- 1976: Rod Stewart: A Night on the Town
- 1977: Dan Fogelberg: Nether Lands
- 1977: Melissa Manchester: Singin‘
- 1977: Minnie Riperton: Stay in Love
- 1977: Electric Light Orchestra: Out of the Blue
- 1977: James Taylor: JT
- 1977: Linda Ronstadt: A Retrospective
- 1977: Linda Ronstadt: Simple Dreams
- 1977: Ringo Starr: Ringo the 4th
- 1977: Rod Stewart: Foot Loose & Fancy Free
- 1978: Jimmy Buffett: Son of a Son of a Sailor
- 1978: Aerosmith: Live! Bootleg
- 1978: Martin Mull: Sex and Violins
- 1978: Marvin Gaye: Here, My Dear
- 1978: Tom Petty and the Heartbreakers: You’re Gonna Get It!
- 1978: Dan Fogelberg: Twin Sons of Different Mothers
- 1978: Linda Ronstadt: Living in the USA
- 1978: Melissa Manchester: Don’t Cry Out Loud
- 1978: Ringo Starr: Bad Boy
- 1979: Bonnie Raitt: The Glow
- 1979: J. J. Cale: 5
- 1979: Aerosmith: Night in the Ruts
- 1979: Dan Fogelberg: Phoenix
- 1979: Eagles: The Long Run
- 1979: James Taylor: Flag
- 1980: REO Speedwagon: Hi Infidelity
- 1980: Dan Fogelberg: The Innocent Age
- 1980: Eagles: Eagles Live
- 1980: Linda Ronstadt: Mad Love
- 1981: Pointer Sisters: Black & White
- 1981: James Taylor: Dad Loves His Work
- 1981: Linda Ronstadt: Greatest Hits, Volume 2
- 1981: Ringo Starr: Stop and Smell the Roses
- 1982: Kim Carnes: Voyeur
- 1982: Eagles: Eagles Greatest Hits, Vol. 2
- 1982: Pointer Sisters: So Excited!
- 1982: REO Speedwagon: Good Trouble
- 1983: Linda Ronstadt: Get Closer
- 1983: Linda Ronstadt: What’s New
- 1983: Rod Stewart: Body Wishes
- 1984: Dan Fogelberg: Windows and Walls
- 1986: Steve Miller Band: Living in the 20th Century
- 1986: Linda Ronstadt: For Sentimental Reasons
- 1986: Linda Ronstadt: Lush Life
- 1987: 10,000 Maniacs: In My Tribe
- 1987: Andy Taylor: Thunder
- 1987: Linda Ronstadt: Canciones de Mi Padre
- 1987: Linda Ronstadt: Trio mit Dolly Parton & Emmylou Harris
- 1988: Kronos Quartet: Winter Was Hard
- 1988: Randy Newman: Land of Dreams
- 1989: Carole King: City Streets
- 1989: W.A.S.P.: The Headless Children
- 1989: Jimmy Buffett: Off to See the Lizard
- 1990: Dan Fogelberg: The Wild Places
- 1991: Koko Taylor: I Got What It Takes
- 1991: Ratt: Ratt & Roll 81-91
- 1991: Linda Ronstadt: Mas Canciones
- 1992: Linda Ronstadt: Frenesi
- 1992: W.A.S.P.: The Crimson Idol
- 1993: Carole King: Colour of Your Dreams
- 1993: Dan Fogelberg: River of Souls
- 1995: Dan Fogelberg: No Resemblance Whatsoever
- 1995: Randy Newman: Randy Newman's Faust
- 1996: Linda Ronstadt: Dedicated to the One I Love
- 1997: W.A.S.P.: KFD
- 2002: Jimmy Buffett: Far Side of the World
- 2003: Jimmy Buffett: Meet Me in Margaritaville: The Ultimate Collection
- 2005: Jimmy Buffett: Live at Fenway Park
- 2007: Jimmy Buffett: Live at Wrigley Field
- 2009: Jimmy Buffett: Buffet Hotel
- 2010: Jimmy Buffett: Encores

## TV-Produktionen
- 1996: Kino Lust (Dokumentarserie)
- 2004–2006: Declassified (Dokumentarserie)
- 2018: Casting All Corpses: An Actor's Memorial (Spielfilm)
- 2018: Landings (Spielfilm)